# Indian Masters
Das Gold Flake Indian Masters 1992 war ein professionelles Snooker-Einladungsturnier im Rahmen der Saison 1992/93. Das Turnier wurde im August 1992 in der indischen Hauptstadt Neu-Delhi ausgetragen, mit dem Endspiel am 22. August. Sieger wurde Steve Davis, der im Finale Steve James mit 9:6 besiegte. Das höchste Break spielte Peter Ebdon mit einem 141er-Break.

## Preisgeld
Gesponsert wurde das Turnier von dem Unternehmen Gold Flake. Das Stand 2020 einzige bekannte Preisgeld ist die Siegprämie im Wert von 5.000 £.

## Turnierverlauf
Am Turnier nahmen insgesamt acht Spieler teil: mit Steve Davis, Steve James, Peter Ebdon und Willie Thorne vier gute Profispieler, mit Geet Sethi und Michael Ferreira zwei indische Spieler, die vor allem im English Billiards erfolgreich waren, und mit Karen Corr und Stacey Hillyard zwei der führenden Snookerspielerinnen jener Zeit. Die acht Spieler wurden zu Beginn in zwei Vierer-Gruppen aufgeteilt, in denen ein einfaches Rundenturnier ausgespielt wurde. Am Ende wurde anhand der gewonnenen bzw. verlorenen Frames eine Abschlusstabelle aufgestellt, deren Erstplatzierter ins Finale vorrückte. In diesem wurde dann der Turniersieger entschieden. Während die Gruppenspiele jeweils über fünf Frames gingen, wurde das Endspiel im Modus Best of 17 Frames gespielt.

### Gruppenphase

#### Gruppe A
| Platz | Spieler          | Partien | S | N | Frames |
| ----- | ---------------- | ------- | - | - | ------ |
| 1     | Steve Davis      | 3       | 3 | 0 | 13:2   |
| 2     | Peter Ebdon      | 2       | 1 | 1 | 5:5    |
| 3     | Karen Corr       | 2       | 0 | 2 | 2:8    |
| 4     | Michael Ferreira | 1       | 0 | 1 | 0:5    |

| Spiel | Spieler 1        | Ergebnis | Spieler 2        |
| ----- | ---------------- | -------- | ---------------- |
| 1     | Steve Davis      | 14:14    | Karen Corr       |
| 2     | Steve Davis      | 14:14    | Peter Ebdon      |
| 3     | Steve Davis      | 05:05    | Michael Ferreira |
| 4     | Peter Ebdon      | 14:14    | Karen Corr       |
| 5     | Michael Ferreira | –:–      | Peter Ebdon      |
| 6     | Michael Ferreira | –:–      | Karen Corr       |

Die Ergebnisse der Spiele 5 und 6 sind unbekannt, von daher bildet die abgebildete Tabelle lediglich die Ergebnisse aus den ersten vier Spielen ab.

#### Gruppe B
| Platz | Spieler         | Partien | S | N | Frames |
| ----- | --------------- | ------- | - | - | ------ |
| 1     | Steve James     | 3       | 3 | 0 | 9:6    |
| 2     | Willie Thorne   | 3       | 2 | 1 | 9:6    |
| 3     | Geet Sethi      | 3       | 1 | 2 | 8:7    |
| 4     | Stacey Hillyard | 3       | 0 | 3 | 4:11   |

| Spiel | Spieler 1     | Ergebnis | Spieler 2       |
| ----- | ------------- | -------- | --------------- |
| 1     | Steve James   | 23:23    | Geet Sethi      |
| 2     | Steve James   | 23:23    | Stacey Hillyard |
| 3     | Steve James   | 23:23    | Willie Thorne   |
| 4     | Geet Sethi    | 05:05    | Stacey Hillyard |
| 5     | Willie Thorne | 23:23    | Stacey Hillyard |
| 6     | Willie Thorne | 14:14    | Geet Sethi      |

### Endspiel
Der Engländer Steve Davis hatte zwar zum Anfang des Jahrzehnts die Rolle des dominierenden Spielers an den hier nicht teilnehmenden Stephen Hendry abgeben müssen, doch er war immer noch in der Weltspitze vertreten. Ohne größere Probleme hatte er seine Gruppe gewonnen, als er insgesamt nur zwei Frames abgeben musste. Sein Gegner war Steve James, der pro Spiel allein zwei Frames verloren hatte und dadurch nur knapp vor Willie Thorne die Gruppe gewonnen hatte. Vom Finale sind keine genauen Frameergebnisse bekannt. Summa summarum siegte Davis mit 9:6 und gewann damit das Turnier. Gemäß der Datenbank CueTracker spielte er dabei vier 100er-Breaks.
| Finale: Best of 17 Frames Neu-Delhi, Indien, 31. Dezember 1992 |                |             |
| Steve Davis                                                    | 9:6            | Steve James |
| unbekannt                                                      |                |             |
| –                                                              | Höchstes Break | –           |
| 4                                                              | Century-Breaks | –           |
| –                                                              | 50+-Breaks     | –           |

## Century Breaks
Während des Turnieres spielten zwei Spieler fünf Century Breaks:
- Peter Ebdon: 141
- Steve Davis: 4× (laut CueTracker je 100er)